# Eugène Delacroix
Ferdinand-Victor-Eugène Delacroix (Charenton-Saint-Maurice, França, 26 d'abril de 1798 - París, 13 d'agost de 1863) fou un pintor francès, considerat el líder de l'escola romàntica francesa.
En contrast amb el perfeccionisme neoclàssic d'Ingres, el seu principal rival, Delacroix va inspirar-se en l'art de Rubens i els pintors del Renaixement venecià, amb un èmfasi en el color i el moviment més que en la claredat del contorn i la forma acuradament modelada. Els continguts dramàtics i romàntics van caracteritzar els temes centrals de la seva maduresa, i el van portar no als models clàssics de l'art grec i romà, sinó a viatjar pel nord d'Àfrica, a la recerca de l'exòtisme. Amic i hereu espiritual de Théodore Géricault, Delacroix també es va inspirar en Lord Byron, amb qui va compartir una forta identificació amb les "forces del sublim".
Tanmateix, Delacroix no estava donat ni al sentimentalisme ni a la grandilocució, i el seu romanticisme era el d'un individualista. En paraules de Baudelaire, "Delacroix estava apassionadament enamorat de la passió, però fredament decidit a expressar la passió de la manera més clara possible". Juntament amb Ingres, Delacroix és considerat un dels últims mestres antics de la pintura i és un dels pocs que mai van ser fotografiats.
Com a pintor i muralista, l'ús per part de Delacroix de pinzellades expressives i el seu estudi dels efectes òptics del color van donar forma profunda a l'obra dels impressionistes, mentre que la seva passió per l'exòtic va inspirar els artistes del moviment simbolista. Un excel·lent litògraf, Delacroix va il·lustrar diverses obres de William Shakespeare, l'autor escocès Walter Scott i l'autor alemany Johann Wolfgang von Goethe.

## Biografia
Segons nombrosos historiadors, Delacroix podria haver estat fill biològic del polític Charles Maurice de Talleyrand-Périgord. Pel que sembla, el seu pare "oficial" havia quedat estèril a causa d'una malaltia. De tota manera, Eugène va ser registrat com a fill de Charles Delacroix, polític de professió, i de Victorie Oeben, qui pertanyia a una família d'artesans i dibuixants. Va ser el més emblemàtic pintor del moviment romàntic aparegut en el primer terç del segle xix, la influència del qual es va estendre fins als impressionistes. Etiquetat inicialment com a neoclàssic, encara que oposat totalment a Ingres, ambdós foren criticats en els diferents Salons en els quals exposaven.
A partir de l'exposició de 1855 Delacroix es va convertir en una figura que va saber sobrepassar la formació clàssica per a "renovar" la pintura. A la seva defunció, els artistes contemporanis seus li van rendir sentits homenatges, especialment Gustave Courbet.

## Obra
Autèntic geni, va deixar nombroses obres que tenien molt a veure amb l'actualitat de la seva època (Les matances de Quios o La Llibertat guiant el poble). També va destacar com a pintor religiós, malgrat les seves contínues declaracions d'ateisme. Les seves obres manifesten un gran mestratge en la utilització del color. Als 18 anys va ingressar en l'Escola Superior de Belles Arts, en l'estudi de P. Guérin, on Théodore Géricault i el Baró Gros van ser els seus mestres. Visitava sovint el Louvre, estudiant i copiant els grans pintors que admirava, Rubens, Velázquez, Rembrandt, Paolo Veronese, i es va debatre entre la tradició i el classicisme i el desig de trobar, després de les aparences, la realitat.

### Joventut

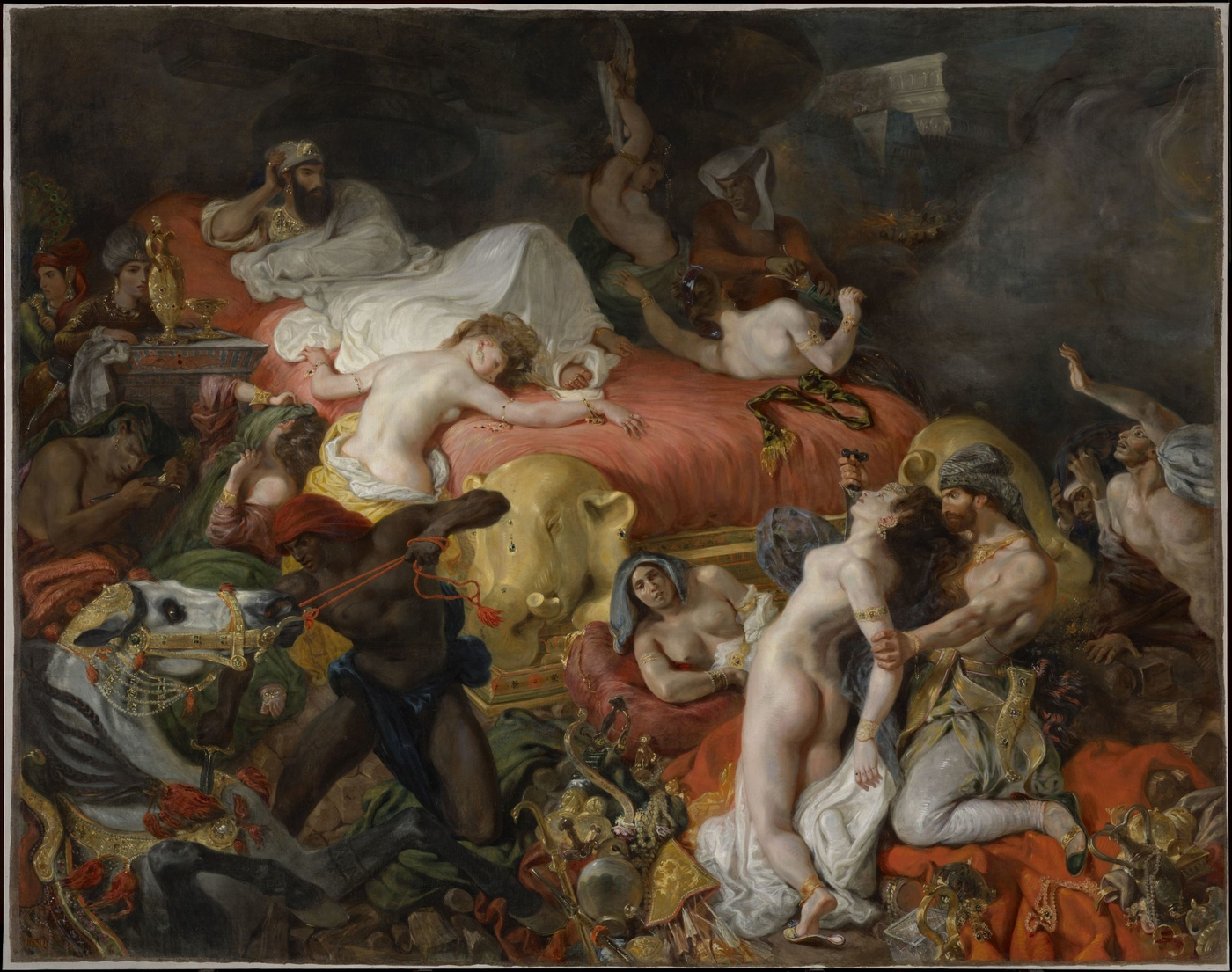
La mort de Sardanàpal. El quadre representa un episodi tret de l'obra de Lord Byron, en què el llegendari rei assiri, sabent-se derrotat, fa que els seus esclaus i eunucs degollin les seves dones, els seus patges i els seus cavalls.

El pintor paisatgista Bonington li va ensenyar a pintar la natura. Raymond Soulier el va iniciar en l'aquarel·la. El 1827 exposa La mort de Sardanàpal, un quadre on fa gala d'una de les seves més esplèndides combinacions del color, ple de daurats i vermells. Amb un traçat ple de vigor, després d'un esbós al tremp va fer una sèrie d'estudis parcials al pastel i, després, al natural. El quadre va ser venut el 1847 a M. Wilson, que l'instal·la en el seu castell de Brie, cosa que va provocar un greu deteriorament del quadre, i va requerir una difícil restauració.
L'artista freqüenta els salons literaris, on coneix Stendhal, Mérimée, Victor Hugo, Alexandre Dumas, Baudelaire. Melòman apassionat, es relaciona amb Paganini, Frédéric Chopin, Franz Liszt i Franz Schubert, entre d'altres; Delacroix prefereix l'amistat de músics, escriptors (George Sand) i poetes a la dels pintors de la seva època.
El 1822, Delacroix exposa, per primera vegada, Dante i Virgili als inferns, una obra plena de força, d'una composició ambiciosa i colors molt treballats: la llum llisca sobre les musculatures inflades, un incendi consumeix una ciutat (en segon pla), les capes onegen al vent. La fantasia, el macabre i l'erotisme s'entremesclen. Dos anys més tard pinta Les matances de Quios, una obra enèrgica i amb un colorit molt més viu. Ambdós quadres concretitzen la seva ambivalència interior que es debat entre el romanticisme i el classicisme, entre disseny i color, polèmica interna que l'acompanyarà durant tota la seva vida.
El 1825, Delacroix se'n va a Anglaterra, on passarà tres mesos estudiant els pintors anglesos, de manera especial John Constable, el principal paisatgista europeu de l'època. Tracta de desvelar la tècnica i l'ús dels colors, analitzant els efectes psíquics que aquests provoquen.
El 1827 va crear una sèrie inspirada en la novel·la Faust de Goethe, a qui va dedicar una litografia. La portada d'aquesta sèrie guarda similituds (segurament no casuals) amb Els Capritxos de Goya.

### Viatge a Andalusia i Nord d'Àfrica

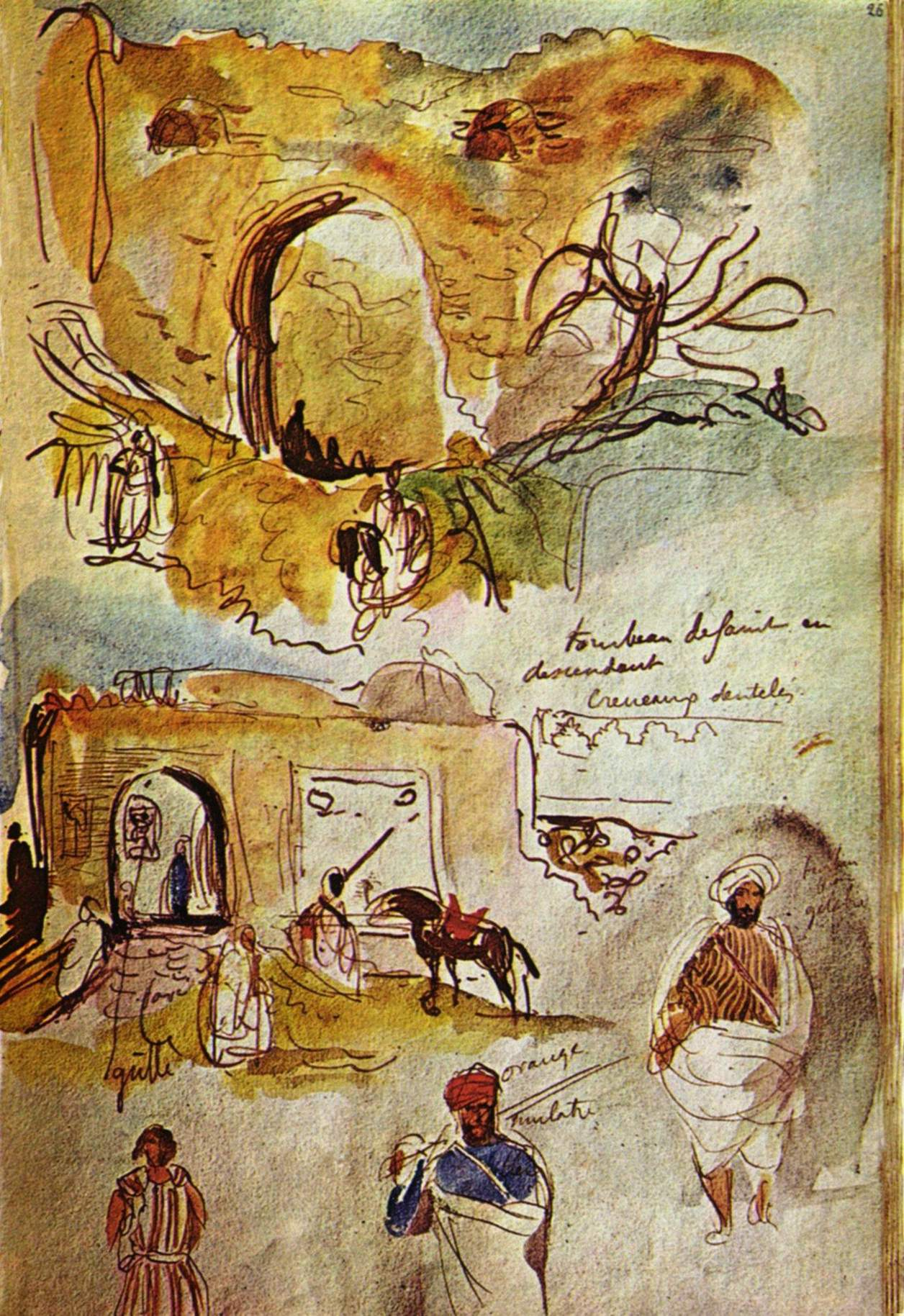
Pàgina de l'àlbum del nord d'Àfrica i Espanya, 1832, Museu del Louvre.

El 1832 fa un llarg viatge a Andalusia, el Marroc i Algèria, on descobreix l'enlluernadora llum i el color dels seus paisatges, la gent, la sensualitat i el misteri, sensacions intenses que es reflectiran en tota la seva obra posterior. Es coneixen molt bé els detalls d'aquest viatge gràcies al diari de l'artista, a les cartes adreçades als amics i a l'àlbum de croquis que va elaborar. Aquests documents fan possible seguir la crònica de l'artista de manera gairebé diària, passejant per la ciutat o el camp, participant en festes i activitats a les ciutats de Tànger, Fes, Meknès, Orà i Alger. Delacroix queda enlluernat en arribar a Tànger. Aquest viatge al Marroc produeix una transformació innegable en la seva obra. Està convençut que a Àfrica del Nord es pot contemplar com eren les antigues civilitzacions, i estableix comparacions amb la Grècia i la Roma clàssiques.
| «                                     | Imagina estimat amic, el que suposa contemplar les postes de sol, veure persones que s'assemblen a antics cònsols, Catons i Bruts, passejant pels carrers, arreglant les seves sandàlies, als quals ni tan sols falta l'aire desdenyós que deuen tenir els amos del món. | » |
| — Carta a Pierret 29 d'abril de 1832. | |   |

### Encàrrecs oficials i darrers anys
Quan torna del Marroc rep encàrrecs oficials per a decorar i pintar diversos edificis públics: el Saló del rei del palau de Borbó, el palau de Luxemburg, la Galeria d'Apol·lo del Louvre… El seu quadre més popular La Llibertat guiant el poble, també conegut com La barricada (1831), li va valer la Creu de la Legió d'Honor.
A partir de l'exposició de 1855 Delacroix es va convertir en una figura que va saber sobrepassar la formació clàssica per a "renovar" la pintura. A la seva defunció, els artistes contemporanis seus li van rendir sentits homenatges, especialment Gustave Courbet.
El 1857 va ser admès a l'Acadèmia de Belles Arts. Algunes de les seves obres més il·lustres es troben al Museu del Louvre. L'obra de Delacroix inspirarà un gran nombre de pintors, per exemple Vincent Van Gogh. A part de la seva producció pictòrica, va deixar una estimable producció gràfica, principalment litografies.
En el seu Diari exposa els seus pensaments i idees sobre l'art i els artistes, compara les seves pròpies obres anteriors i posteriors, les analitza i dissecciona, i expressa les seves opinions sobre l'art, la política i la vida. Aquest diari constitueix una interessant font d'informació sobre la seva vida i la seva època.
Delacroix va morir el 13 d'agost de 1863 a París.

## Quadres representatius

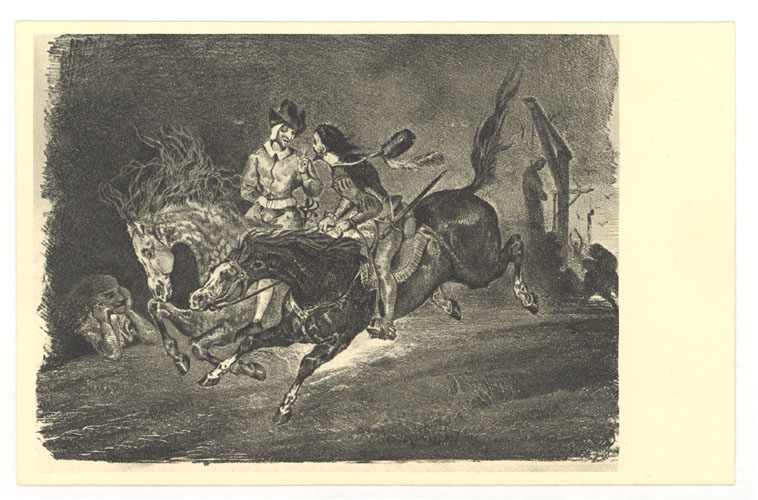
Litografia inspirada en el Faust de Goethe, que il·lustra a
Faust i Mefistófeles galopant durant la nit del Sabat

La llibertat guiant el poble

- La barca de Dante o Dante i Virgili als inferns, (1822), 189x241,5 cm, Museu del Louvre, París
- Alina, la mulata o Portrait d'Aspasie la Mauresque, (1824), Museu Fabre, Montpeller
- Jove òrfena al cementiri, (1824)
- La massacre de Quios, (1824), 417 x 354 cm, Museu del Louvre, París
- El duc d'Orleans mostrant la seva amant (h. 1825), Museu Thyssen-Bornemisza
- Grècia sobre les ruïnes de Missolonghi, (1826), 213x142 cm, Museu de Belles Arts, Bordeus
- La mort de Sardanàpal, (1827-1828), Museu del Louvre, París
- La Liberté guidant le peuple, (1830), 260x325 cm, Museu del Louvre, París
- Les dones d'Alger, (1834), 180x229 cm, Museu del Louvre, París
- La batalla de Taillebourg, (1835-1837), 485x555 cm, Museu del Castell de Versalles
- Autorretrat amb armilla verda (1837), 65x54,5 cm, Museu del Louvre, París
- Autorretrat, (1840), Galeria dels Oficis, Florència
- Entrada de les croades a Constantinoble, (1840), 410x498 cm, Museu del Louvre, París
- Paisatge a Champrosay, 1849, Musée Malraux, El Havre
- El genet àrab (1854), Museu Thyssen-Bornemisza
- La promesa d'Abidos, (1857), 47,7x40 cm, Kimbell Art Museum
- Ovidi a casa dels escites, (1859), 88x130 cm, National Gallery, Londres
- La caça del lleó, (1861), 76,5 x 98,5 cm, The Art Institute, Chicago
- Medea furiosa, (1838-1862), 260x165 cm, Museu de Belles Arts de Lille, 122,5x84,5 cm., Museu del Louvre, París
- La gran giga (1855-1856)

Des de 1980 una sèrie de segells de correu representen detalls del quadre La Llibertat guiant el poble. A la fi del segle xx es va expedir un bitllet de banc de cent francs per commemorar Delacroix i el seu quadre La Llibertat guiant el poble. Es tracta de l'únic bitllet de banc al món en el qual es representa una dona amb els pits al descobert.

## Galeria

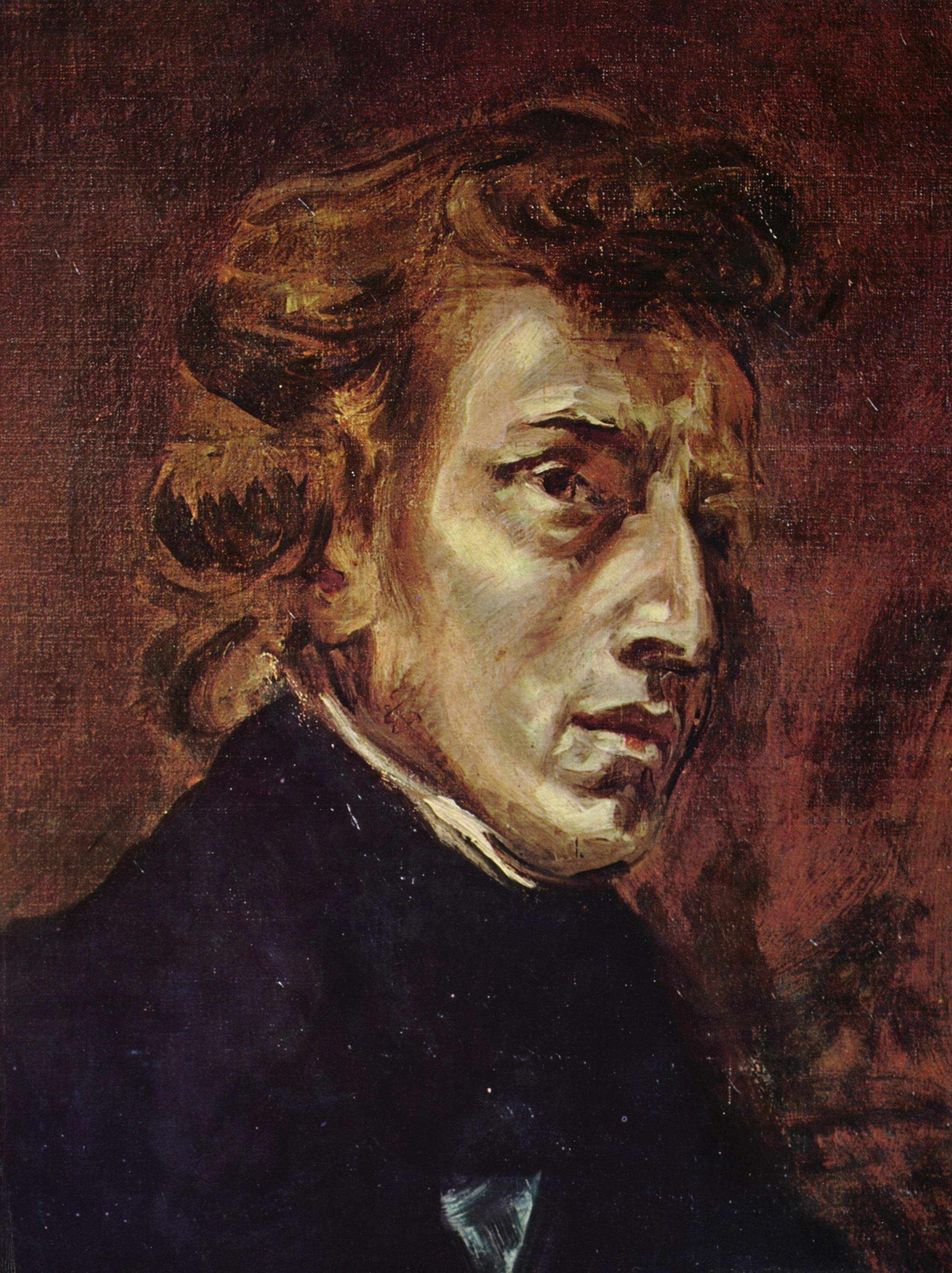
"Frédéric Chopin" (1838, Louvre)
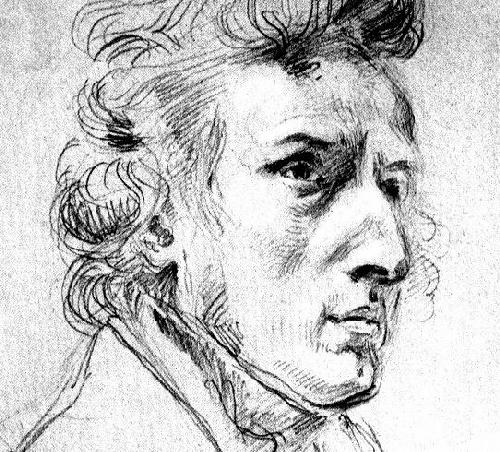
Dibuix de Chopin
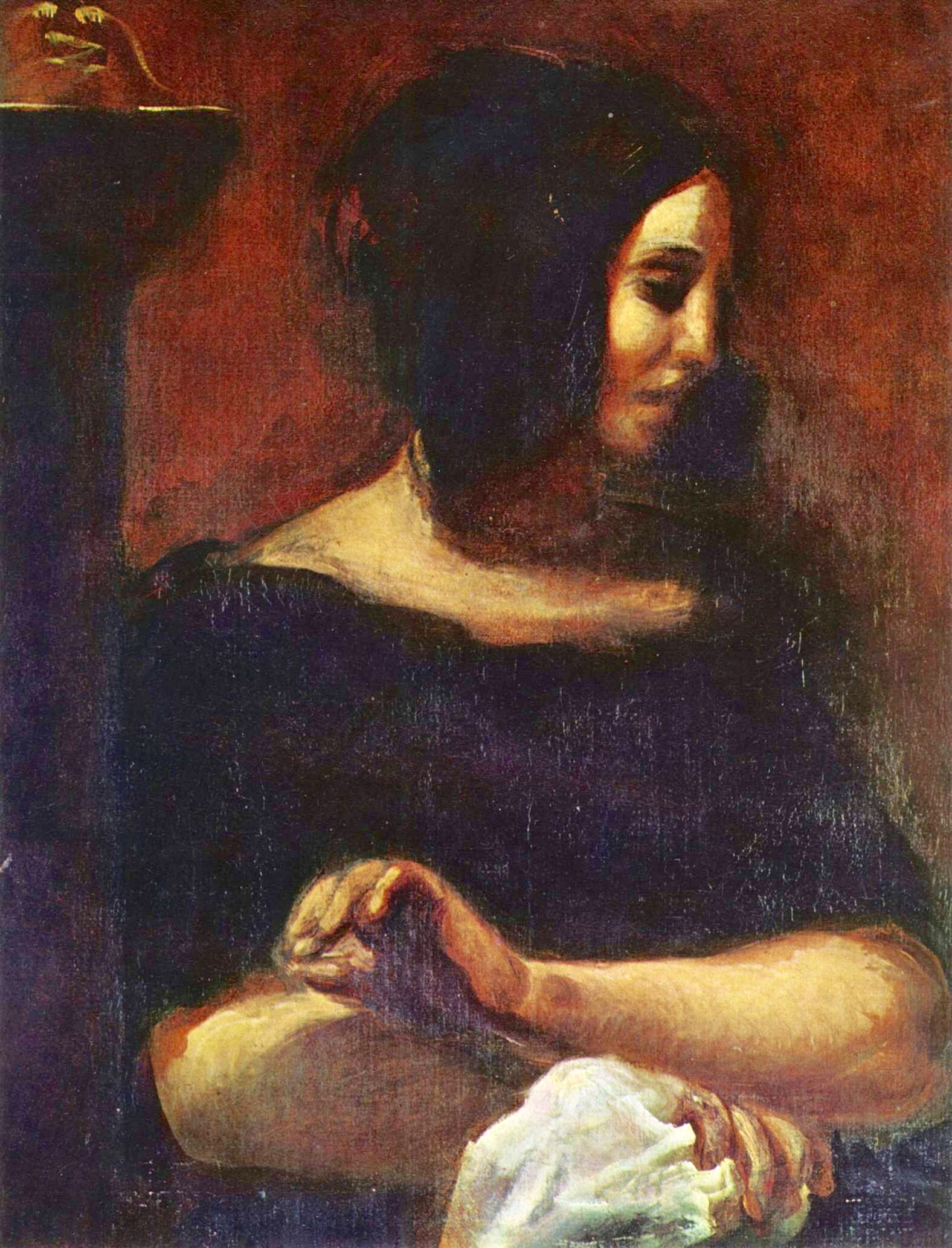
"George Sand" (1838, Ordrupgaardsamlingen, Ordrupgaard)
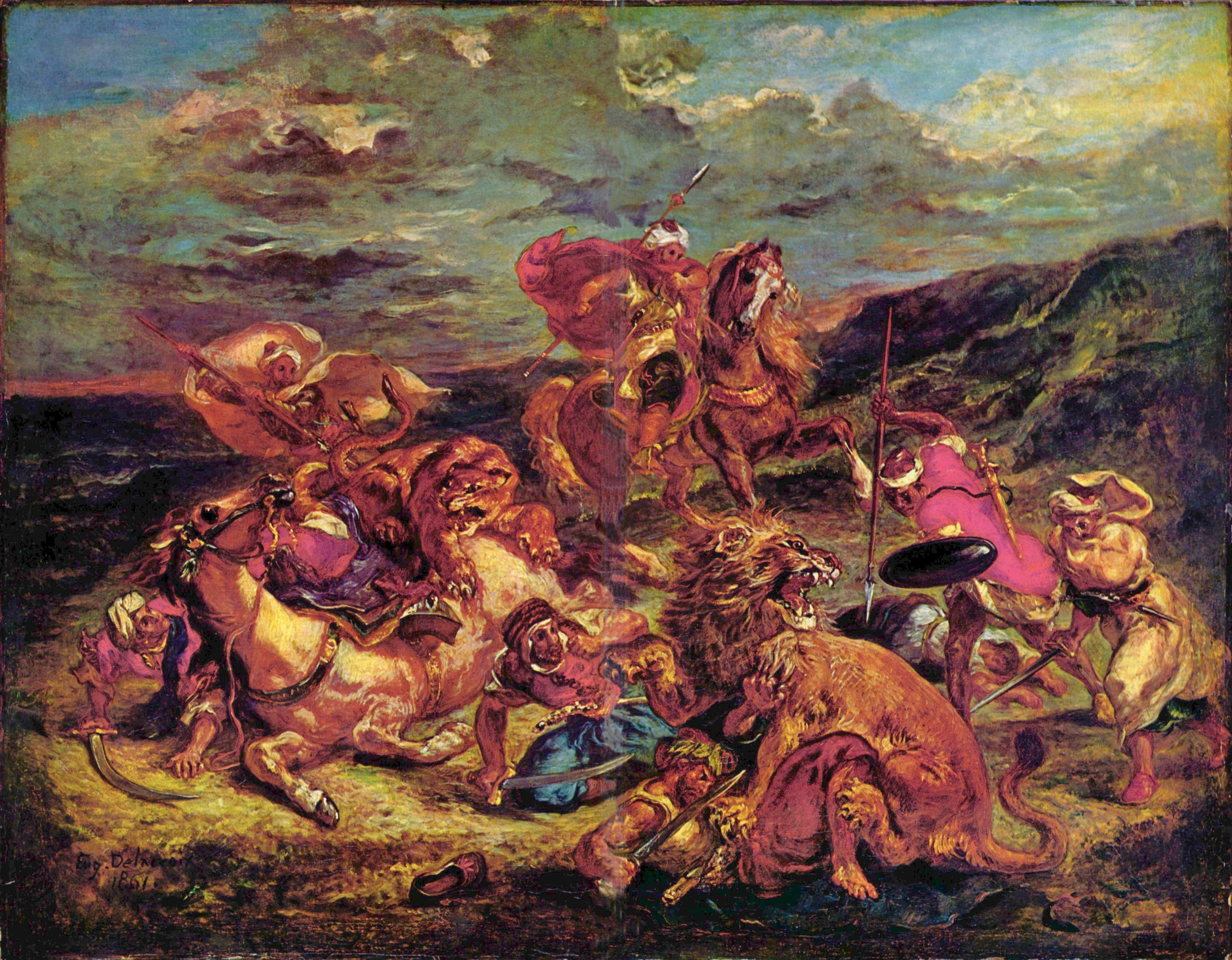
La caça del lleó, un exemple d'orientalisme
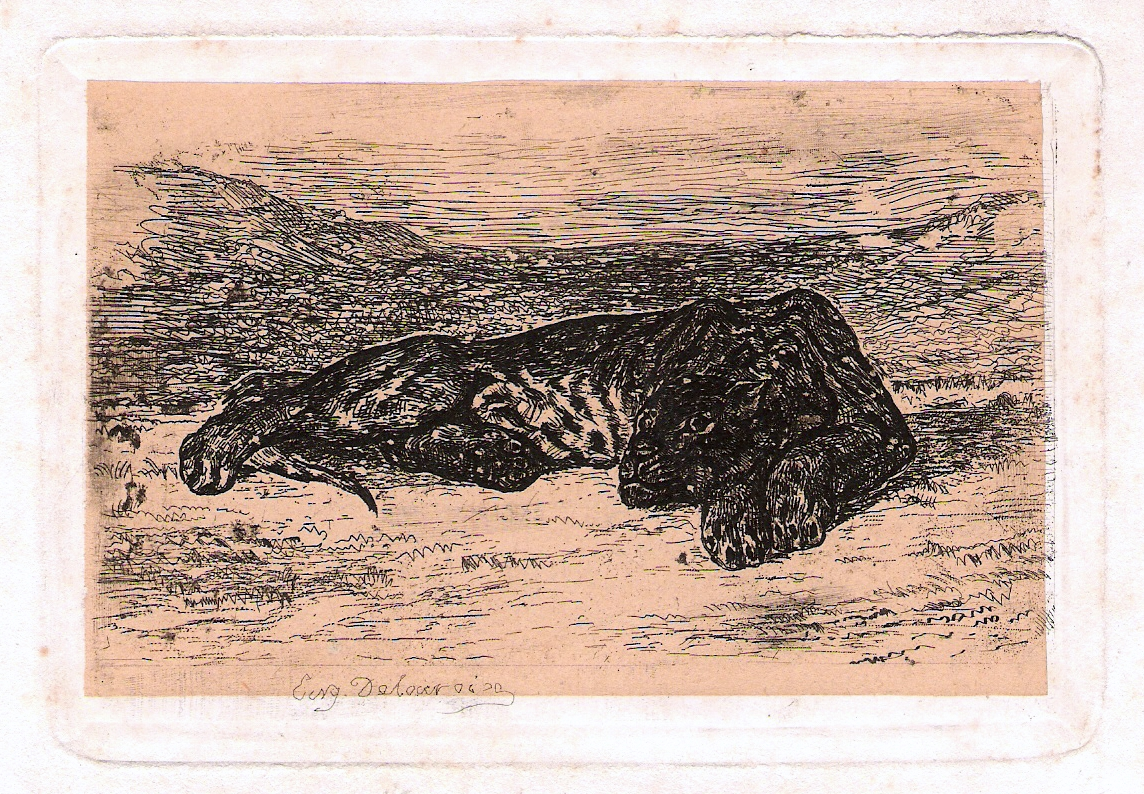
Gravat d'una pantera
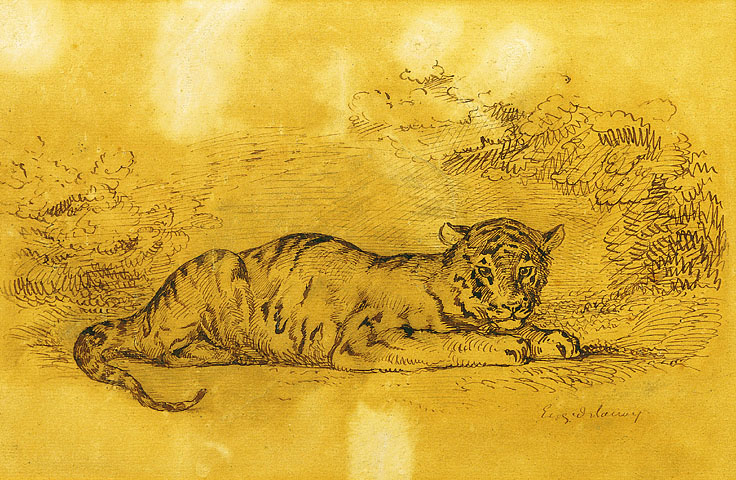
Dibuix d'un tigre, va fer nombrosos dibuixos i estudis als seus viatges per Àfrica
Les dones d'Alger (1834, Louvre), quadre orientalista que mostra la llum tal com és.
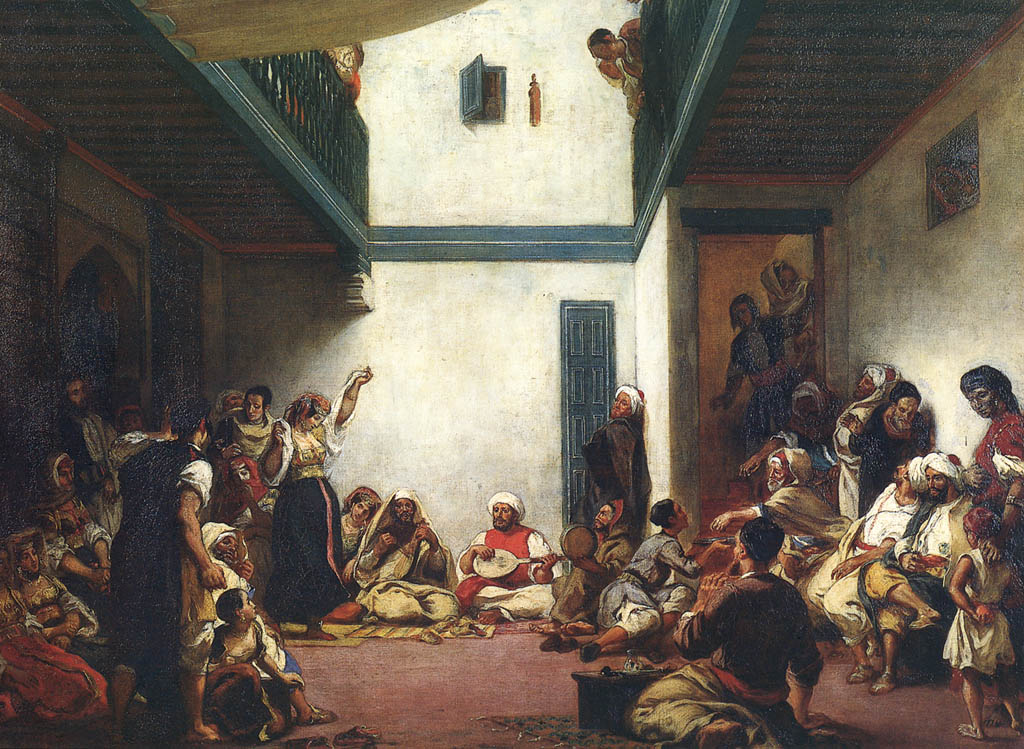
Noces jueves al Marroc (1839?, Louvre)
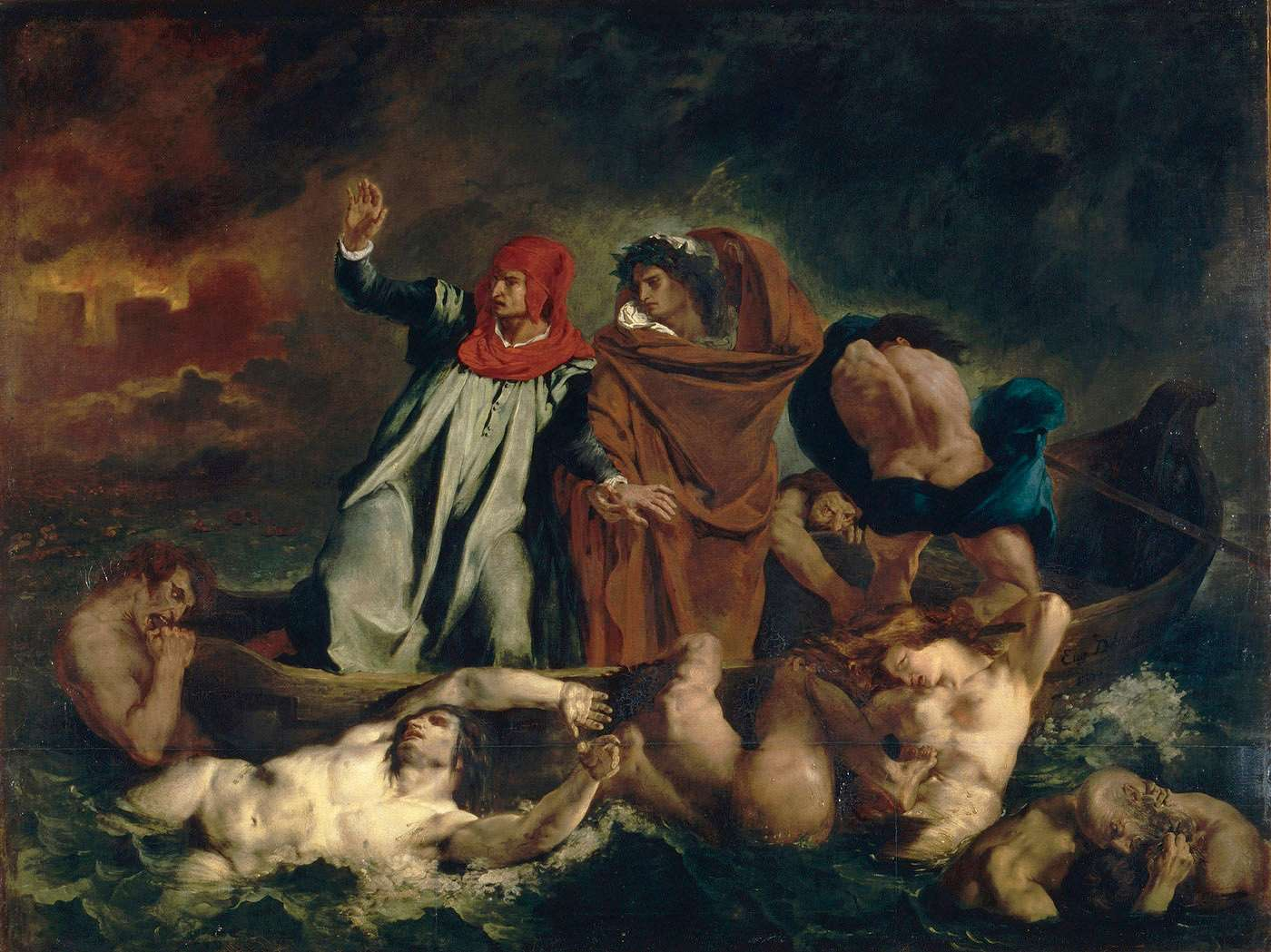
La barca de Dante (1822, Louvre)
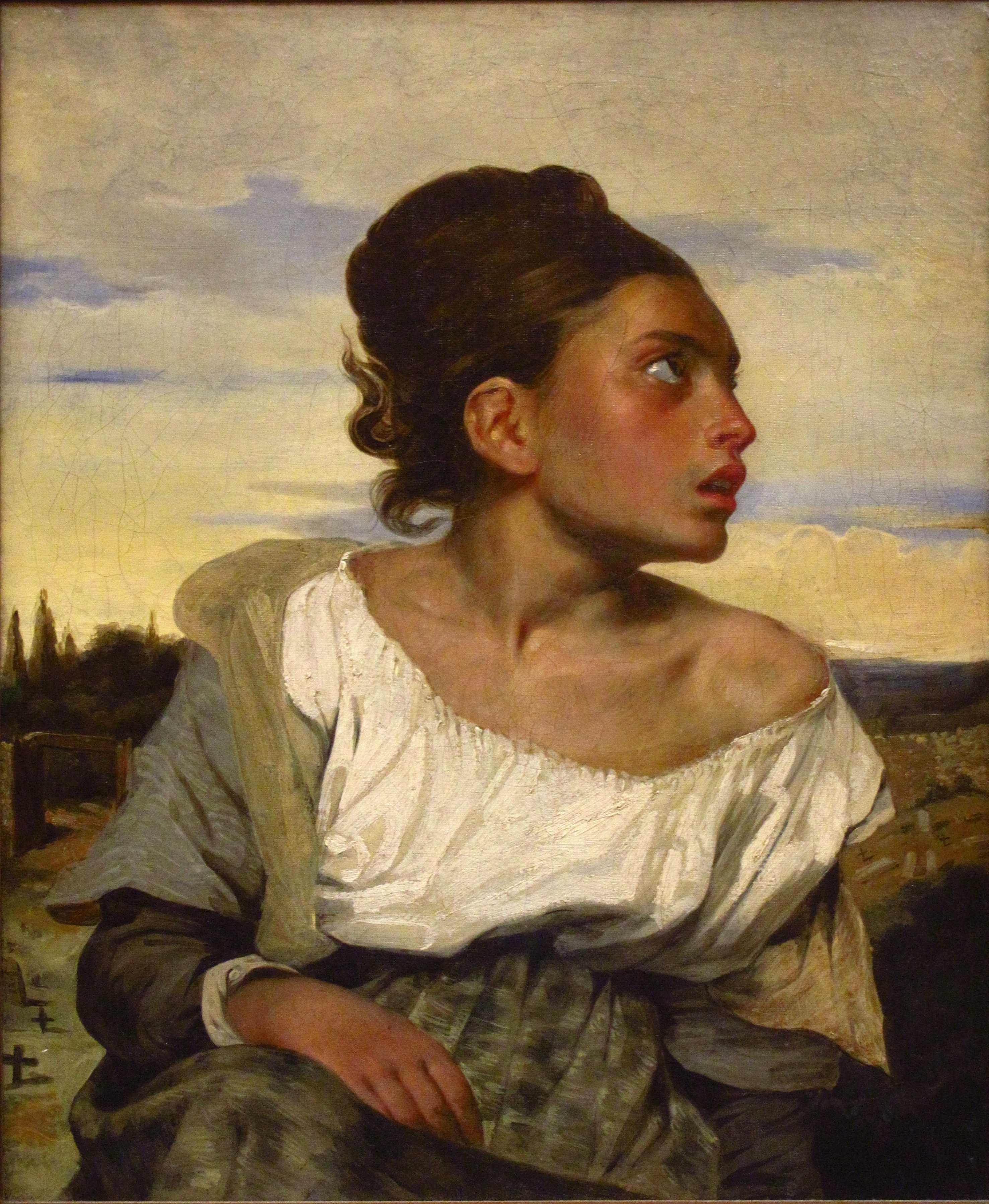
Jove òrfena al cementiri (1823, Louvre)
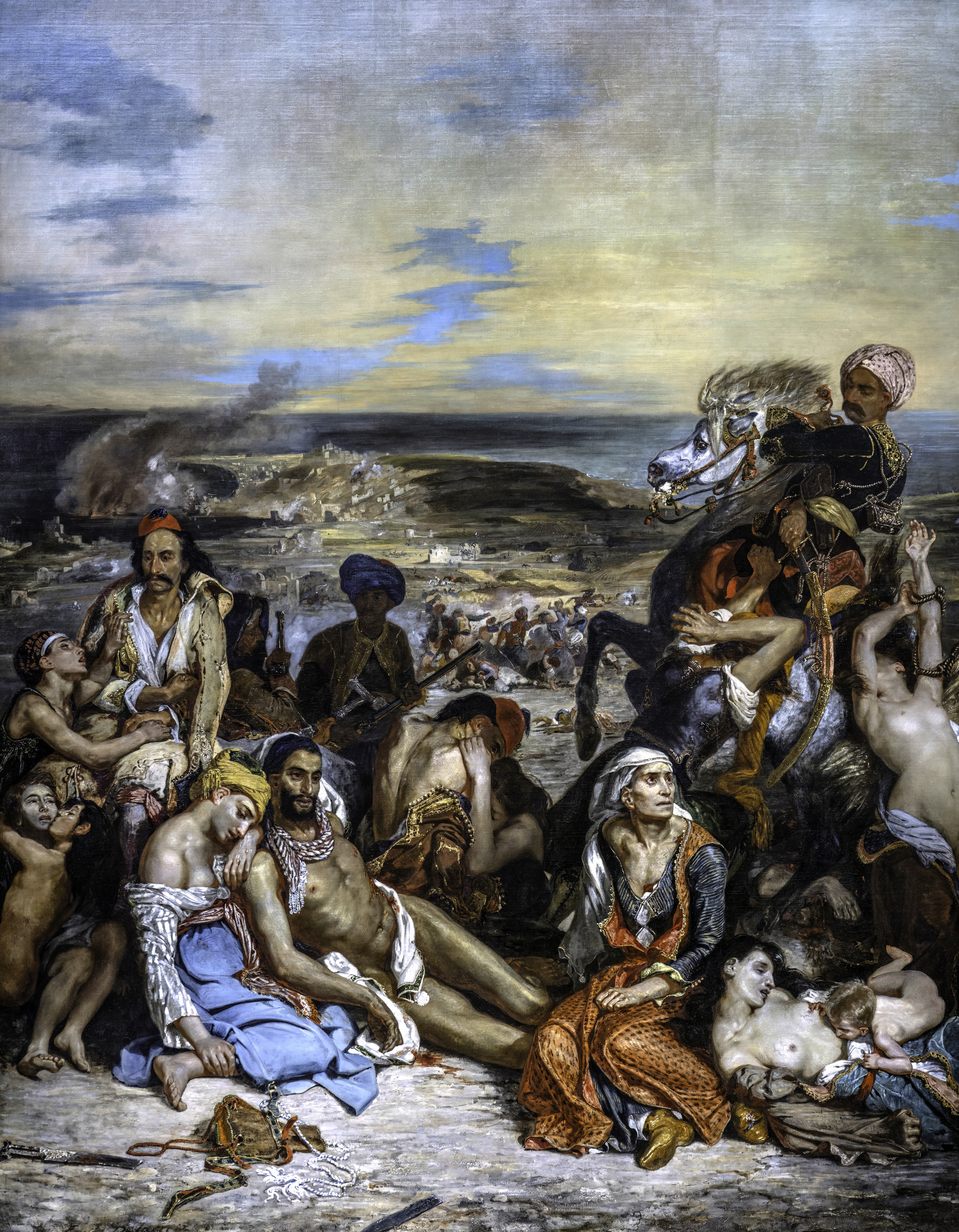
La massacre de Quios (1824, Louvre)
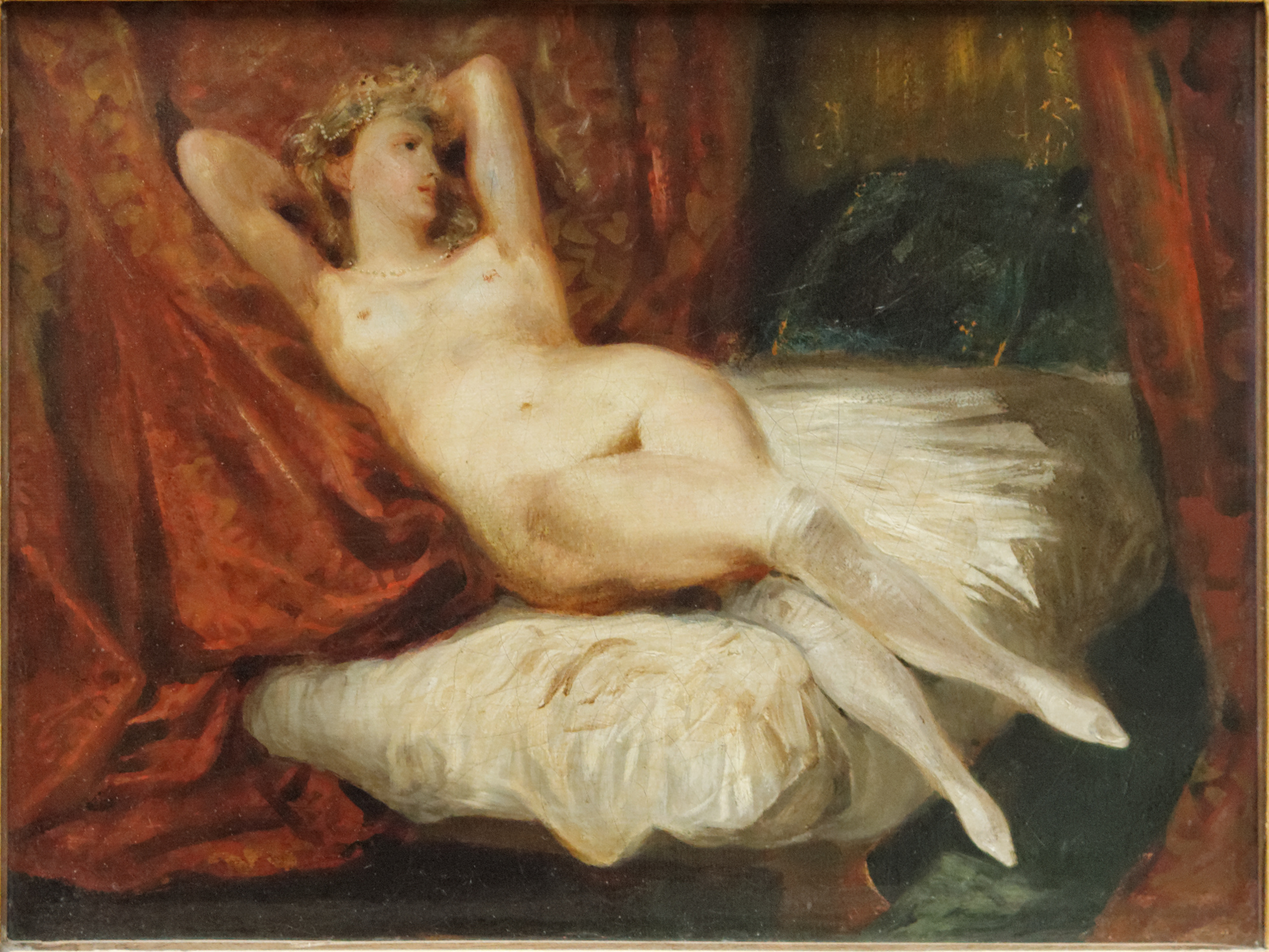
Dona amb mitjons blancs (1825, col·lecció privada)
Grècia sobre les ruïnes de Missolonghi (1826, Museu de Belles Arts, Bordeus)
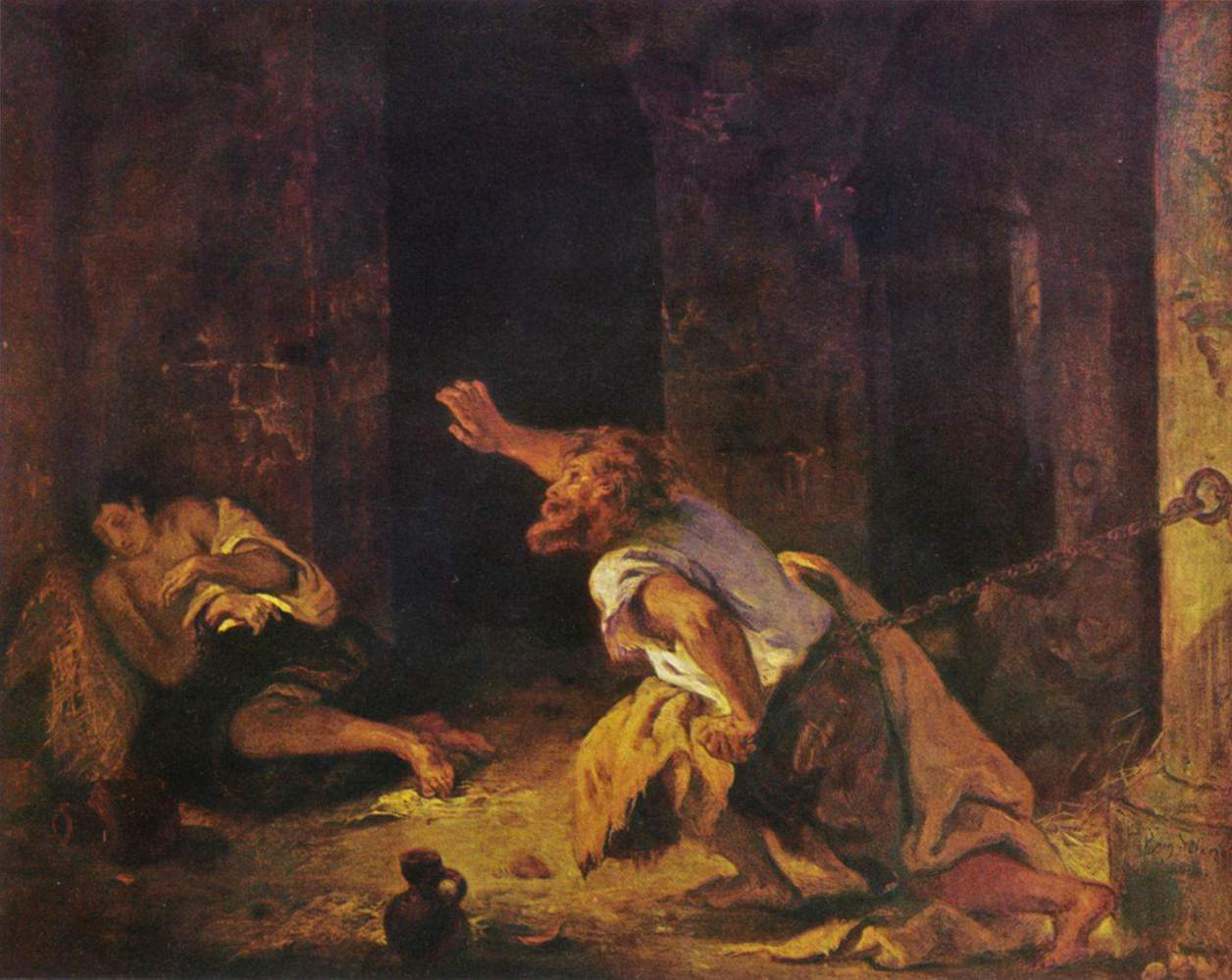
El presoner de Chillon (1834, Louvre)
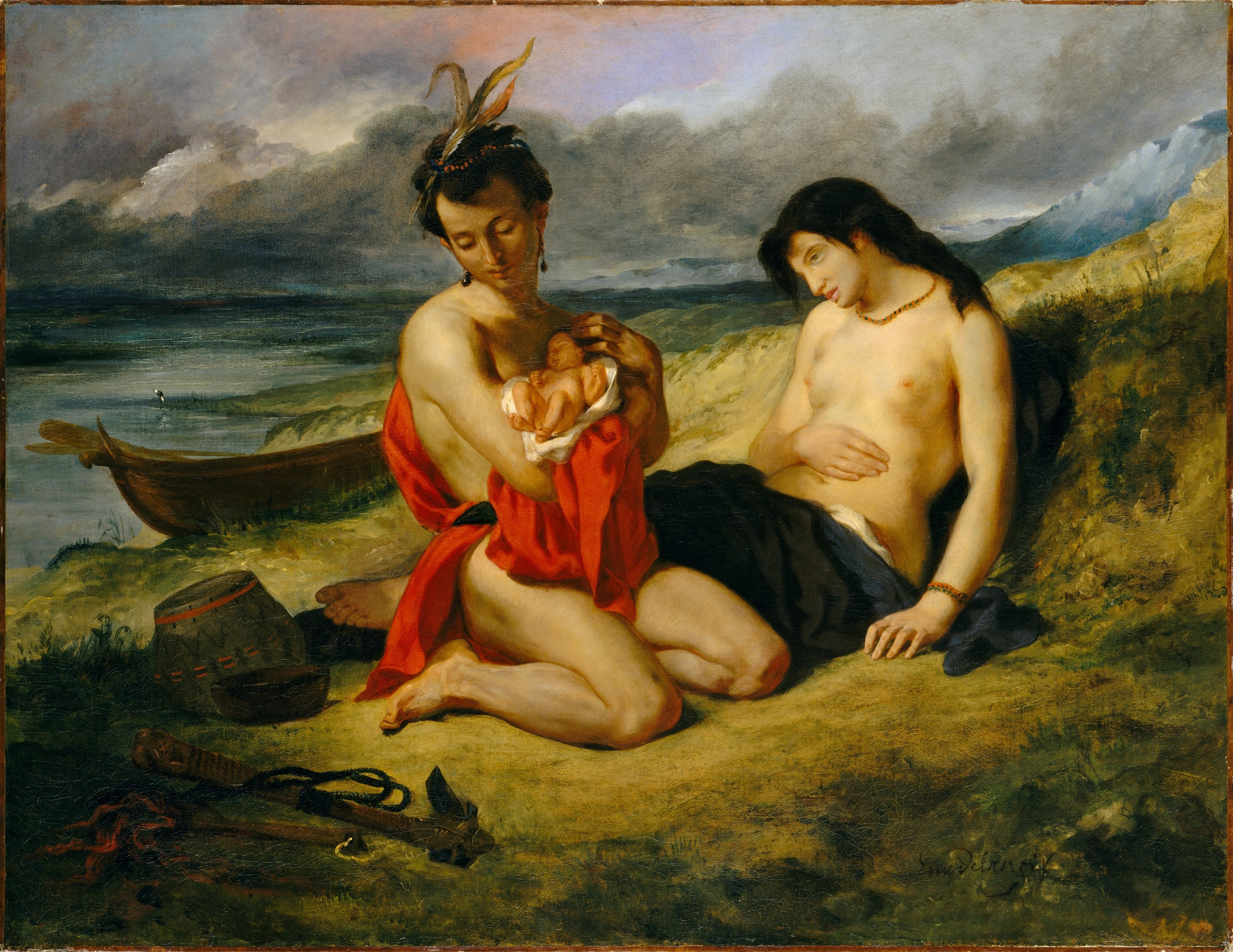
Els natchez (1822-1835, Metropolitan Museum of Art de Nova York)
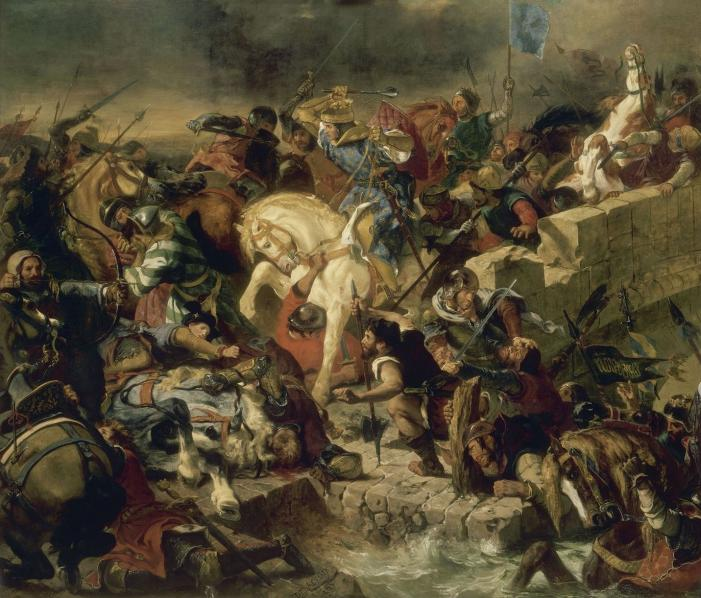
La batalla de Taillebourg (1837, Museu del Castell de Versalles)
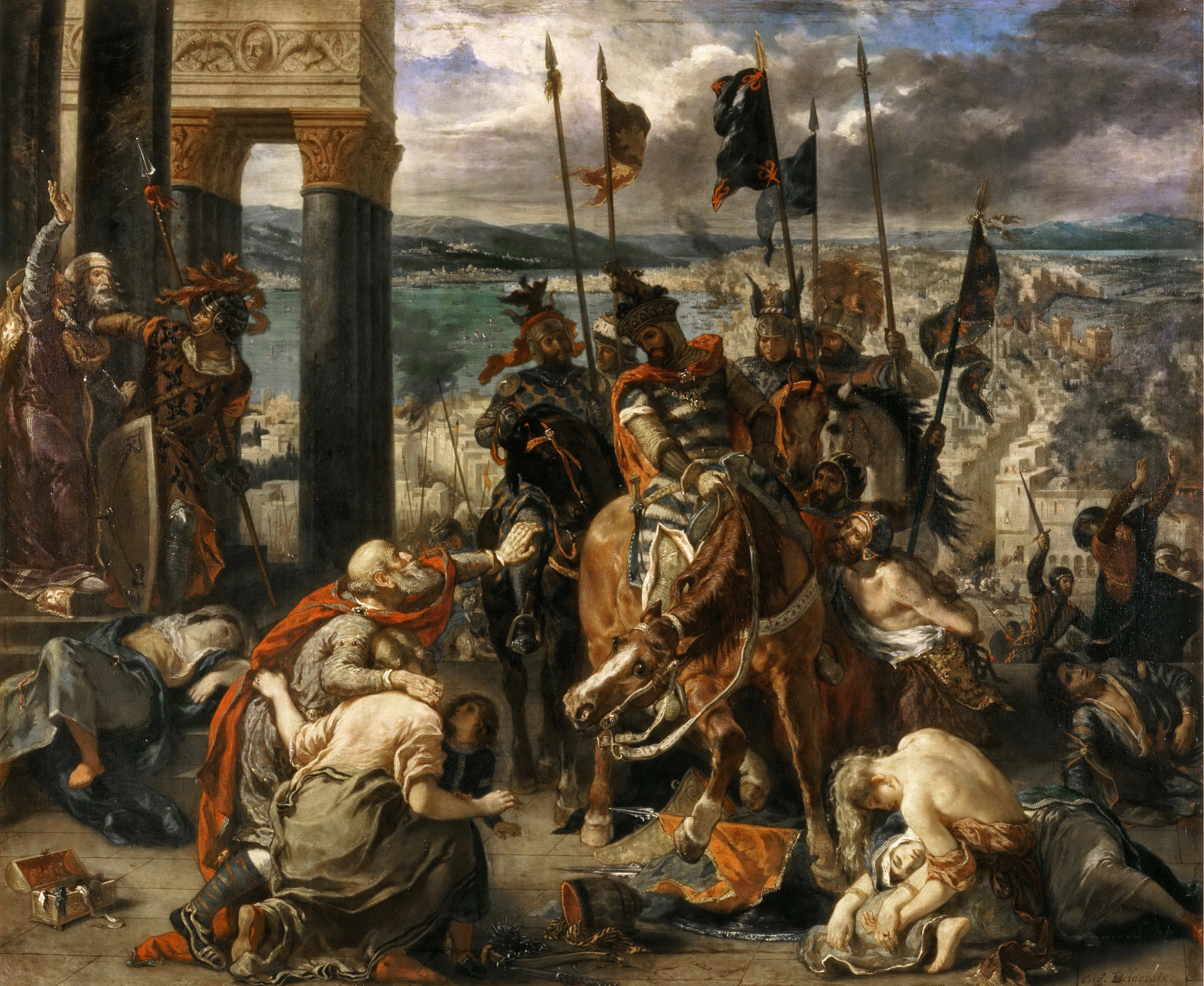
Entrada de les croades a Constantinoble (1840, Louvre)
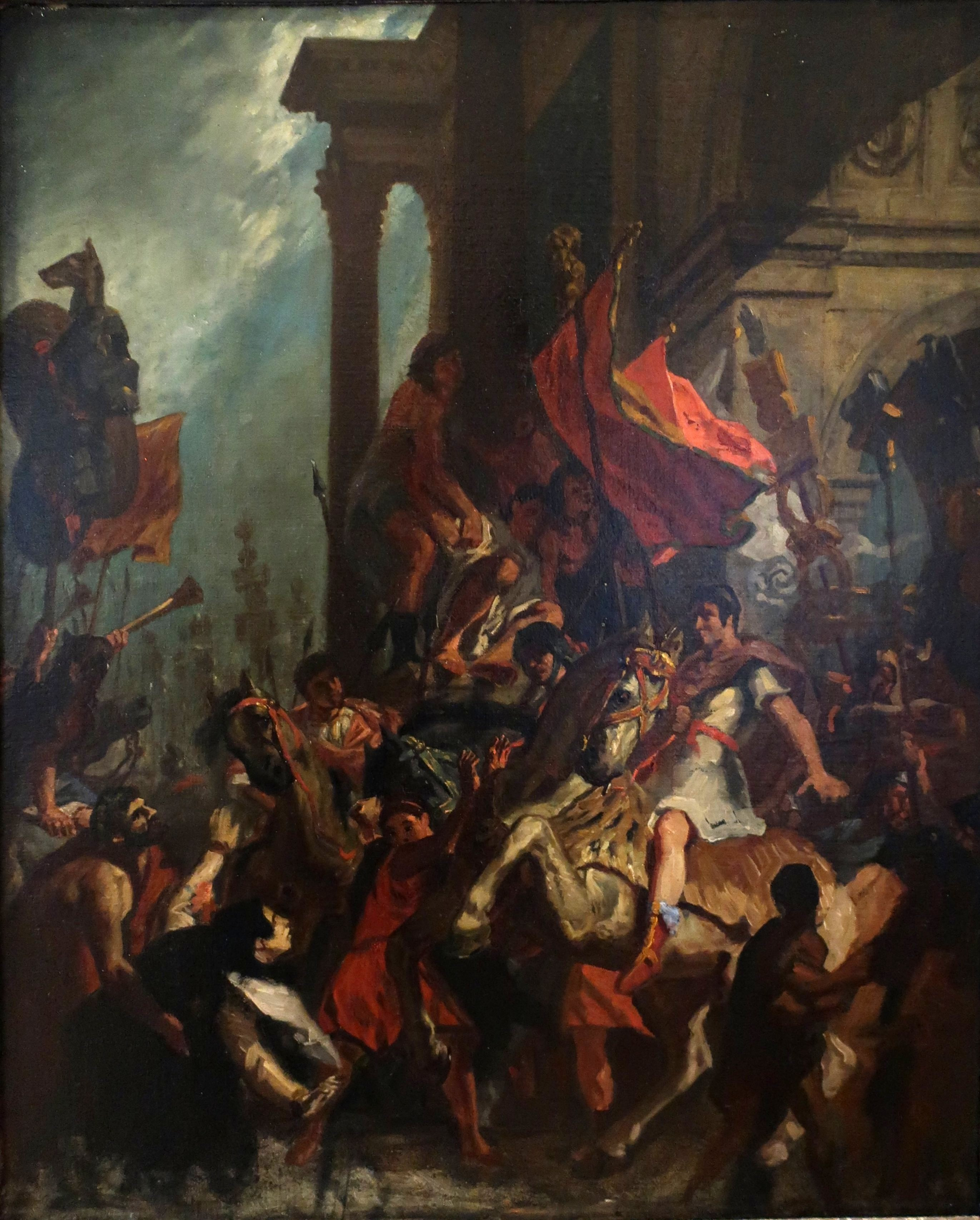
La justícia de Trajà (1858, Honolulu Academy of Arts)
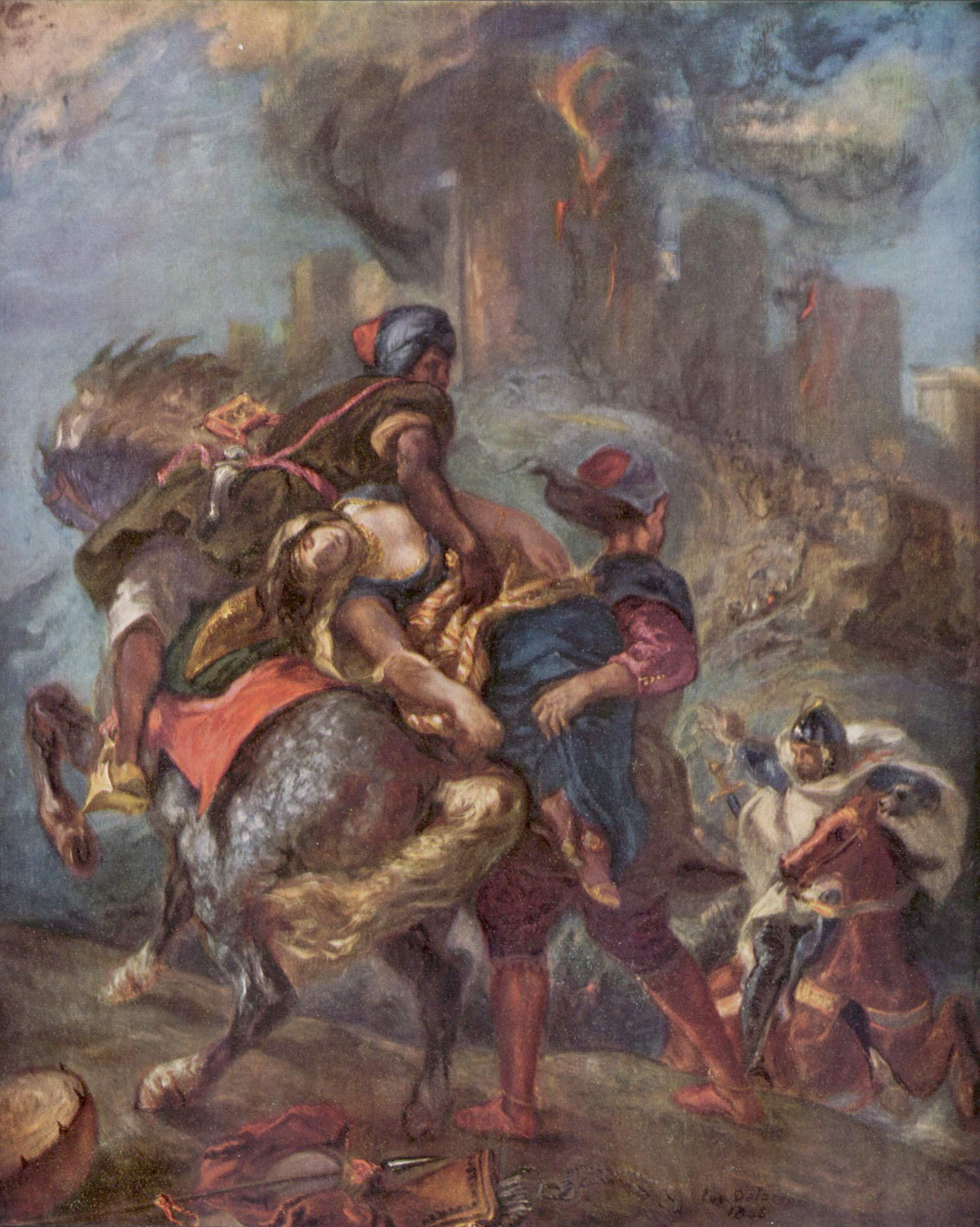
L'abducció de Rebeca (1858, Louvre)
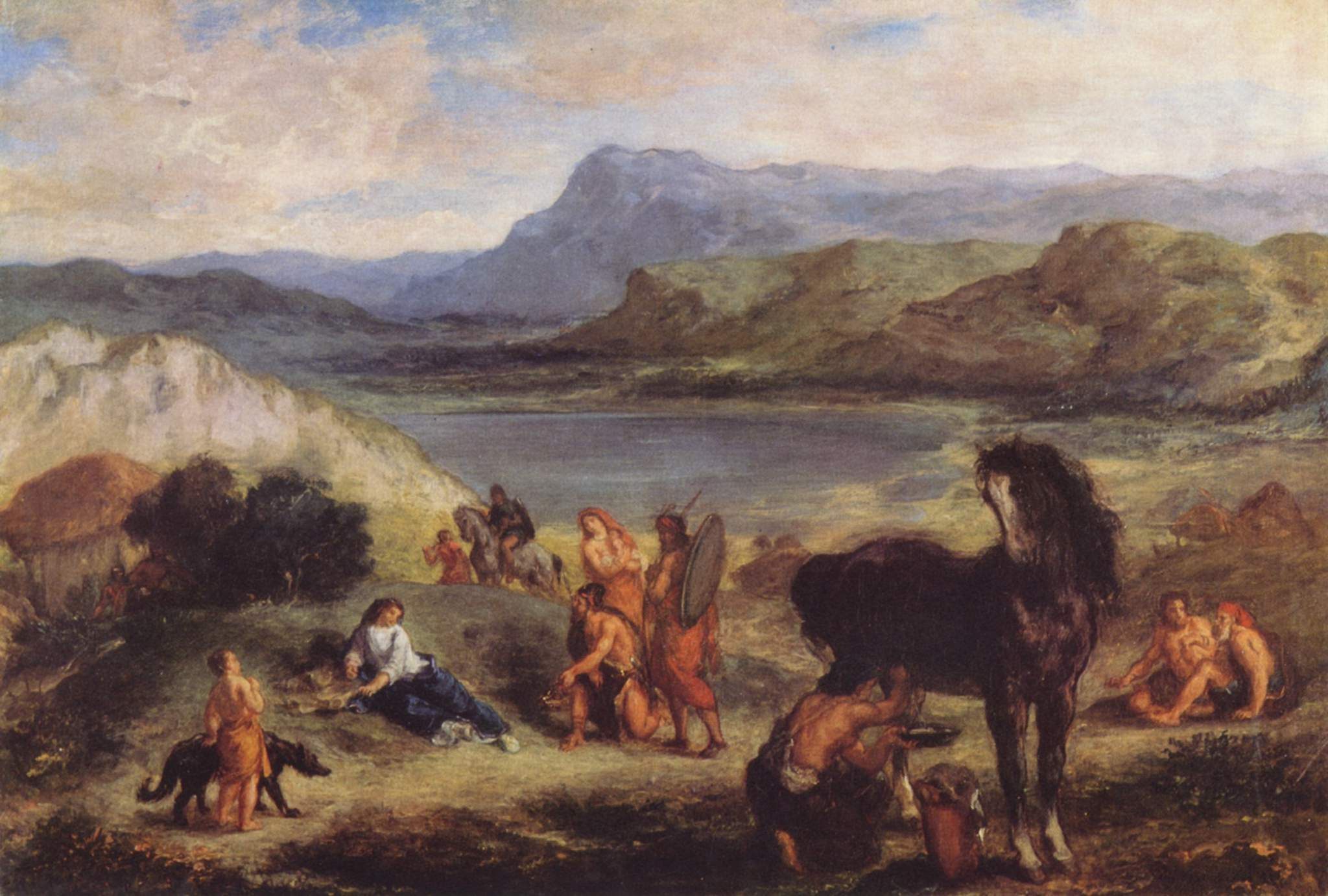
Ovidi a casa dels escites (1859, National Gallery, Londres)
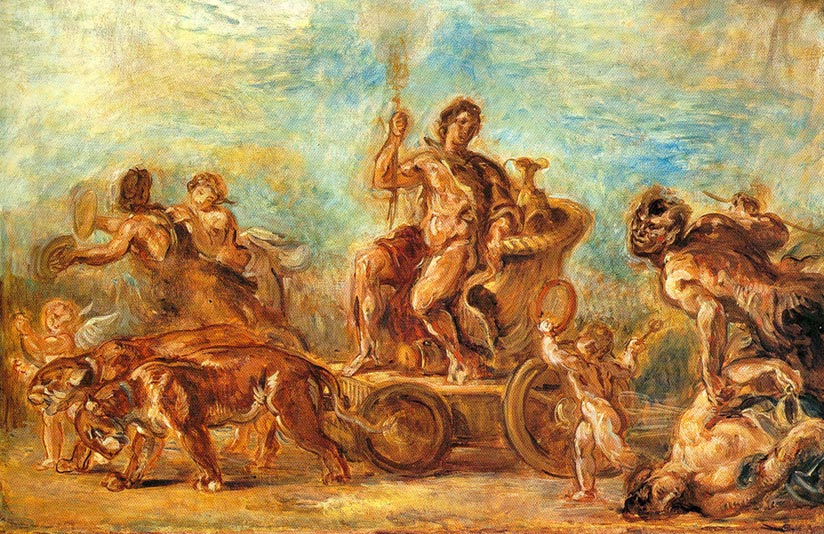
Triomf de Bacus (1861)
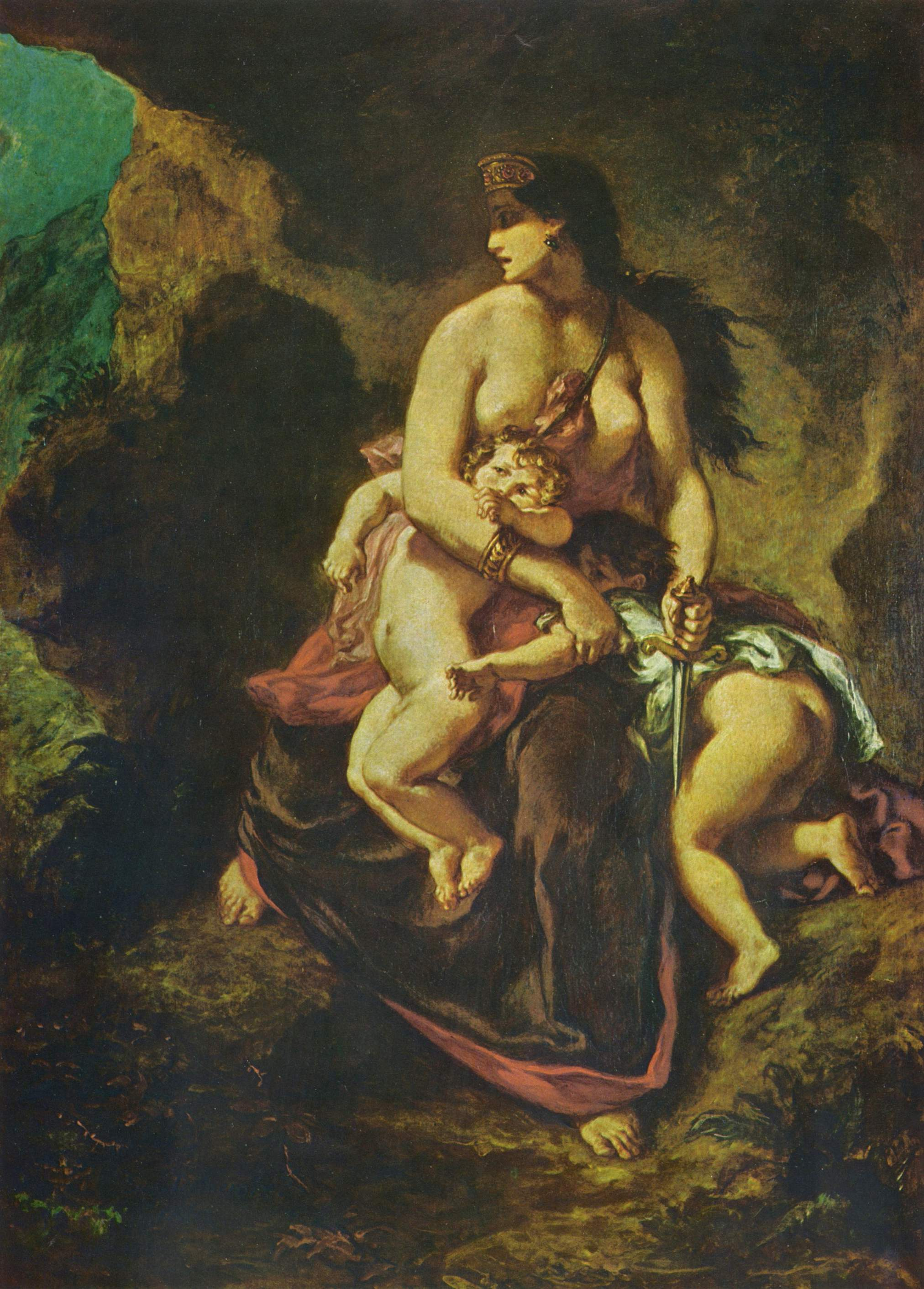
Medea furiosa (1862, Louvre)